# Город страха (фильм, 1959)
«Го́род стра́ха» (англ. City of Fear) — художественный фильм в жанре нуар режиссёра Ирвинга Лернера, вышедший на экраны в 1959 году.
Фильм рассказывает о том, как заключённый (Винс Эдвардс) при побеге из тюремной больницы похищает металлический контейнер, думая, что в нём находится героин. На самом деле там содержится радиоактивный изотоп кобальт-60 в количестве, достаточном для уничтожения всего населения Лос-Анджелеса. Полиция и власти ищут способ найти и обезвредить контейнер, избежав при этом массовой паники.
Наряду с такими фильмами нуар, как «Улица без названия» (1948), «Обнажённый город» (1948), «Он бродил по ночам» (1948), «Снайпер» (1952) и «Линейка» (1958) фильм относится к субкатегории полицейский процедурал. Одновременно наряду с фильмами нуар «Дурная слава» (1946), «Мёртв по прибытии» (1950) и «Целуй меня насмерть» (1955), его также можно отнести к субкатегории «радиоактивных нуаров», где сюжет вращается вокруг охоты за неким радиоактивным веществом, а наряду с такими картинами как «Паника на улицах» (1950) и «Убийца, запугавший Нью-Йорк» (1950) — к небольшой группе фильмов нуар, в которой речь идёт об угрозе массового отравления населения.

## Сюжет
По сельской дороге в Калифорнии мчится автомобиль скорой помощи с двумя мужчинами, один из которых серьёзно болен или ранен. Он просит второго, называя его Винс, вернуться назад, однако тот спрашивает, «что же тогда делать с парнем, которого я зарезал, и как вернуть фунт героина, который мы украли», показывая цилиндрический металлический контейнер. Когда его напарник умирает, Винс (Винс Эдвардс) обгоняет и прижимает к обочине другой автомобиль…
Некоторое время спустя Винс, уже в солидном костюме, продолжает движение в автомобиле, который остановил некоторое время назад. Он включает радио, по которому передают срочную новость о том, что двое заключённых сбежали из тюрьмы Сен-Квентин — Винс Райкер и Уильям Дэбнер. Они зарезали одного охранника и ранили другого, затем добрались до тюремной больницы, ранили врача и на машине скорой помощи бежали из тюрьмы. Полиция сообщает, что преступники хорошо вооружены и очень опасны. Предположительно, они двигаются на юг, в район Лос-Анджелеса. Из комментариев Винса ясно, что он и есть тот самый сбежавший преступник.
Вскоре после этого Винс, уже в очках, подсаживает голосующего на дороге моряка, представляясь ему как Винс Джастин. К утру Винс подъезжает к Лос-Анджелесу, где его останавливают на очередном полицейском блокпосту. Досконально опросив Винса, который представляется торговцем косметикой, и проверив его документы, а также опросив моряка и тщательно осмотрев машину, полицейские разрешают им продолжить путь. Добравшись до Лос-Анджелеса, Винс высаживает моряка, звонит по городскому телефону и снимает номер в мотеле.
Заселившись в номер, Винс включает радио, где передают сообщение полицейского управления о том, что полиция обнаружила два трупа в салоне сгоревшей машины скорой помощи, которая была использована при бегстве из тюрьмы Сен-Квентин. Одно из тел принадлежит сбежавшему преступнику, а второе — Джону Доу. Полиция продолжает розыск второго сбежавшего заключённого — Винса Райкера. Полиция предполагает, что Райкер убил случайного человека и сжёг его тело, чтобы сбить со следа полицию, а сам на его автомобиле скрылся.
Тем временем в полицейском управлении Лос-Анджелеса происходит экстренное совещание с участием начальника управления Дженсена (Лайл Тэлбот) и лейтенанта Марк Ричардса (Джон Арчер), которые более всего обеспокоены тем, что в руках у Райкера оказался похищенный из больницы контейнер с радиоактивным веществом Кобальт-60, который способен уничтожить всё трёхмиллионное население Лос-Анджелеса. Полиция рассматривает вариант эвакуации всего населения города, но не знает, как это сделать, не вызвав панику, и не допустить того, чтобы Винс тоже оказался среди эвакуированных.
Ночью в мотель к Винсу приезжает его возлюбленная Джун Марлоу (Патриция Блэйр), они страстно обнимаются и целуются. Джун говорит, что прошло всего два года из восьми, которые Винс должен отсидеть, и она его по-прежнему любит, после чего берёт в руки цилиндр. Винс говорит Джун, что теперь они смогут позволить себе многое и жить богатой жизнью, а затем предупреждает её, что полиция будет за ней следить, и потому некоторое время им лучше не встречаться.
Тем временем в полицейское управление приезжает доктор Джон Уоллес (Стивен Ритч), возглавляющий радиологический отдел городского управления контроля за загрязнением воздуха. Он информирует полицейских о том, что поскольку контейнер не свинцовый, а стальной, то любой, кто приблизится к нему, получит смертельную дозу радиации и скончается в течение 48 часов. По согласованию с полицией Уоллес немедленно разворачивает своё радиологическое подразделение, с целью прочесать город со счётчиками Гейгера, надеясь таким образом обнаружить источник радиологической опасности.
Полиция доставляет Джун на допрос, но она отвечает, что ничего не слышала о Райкере в течение двух лет, и её отпускают, предупредив, что если она будет скрывать информацию о Райкере, то будет осуждена как его соучастница. Затем лейтенант Ричардс допрашивает Эдди Крауна (Джозеф Мелл), владельца обувного магазина, в котором Винс проработал десять месяцев перед тем, как был осуждён за торговлю наркотиками. Однако тот также не говорит ничего, что помогло бы задержать Райкера. После этого Ричардс допрашивает Пита Хэллона (Шервуд Прайс), бывшего сообщника Винса, который сталкивается в дверях с выходящим Крауном, но на глазах полиции делает вид, что не знает его. Прямо из здания полиции Хэллон приходит в магазин эксклюзивной обуви к Крауну, которому в тот момент звонит Винс. Быстро свернув разговор, Краун просит Хэллона, который явно хочет заработать на том, что знает о связи Винса и Крауна, уйти и больше не появляться, так как полиция уже следит за ними, давая ему в качестве компенсации пару дорогих туфель из крокодиловой кожи.
Тем временем на очередном совещании в полицейском управлении Дженсен констатирует, что за 46 часов следствия они практически не продвинулись в обнаружении Райкера, а затем пытается доказать, что жители Лос-Анджелеса имеют право знать об исходящей для них опасности. Однако Ричардс считает, что информирование жителей только затруднит работу полиции, а Уоллес, описав симптомы и страшные последствия контакта с радиоактивным материалом (хриплый кашель, сильная потливость, ужасная рвота, разрушение крови и клеток, внутреннее кровотечение, и наконец заполнение кровью лёгких), предупреждает, что такие новости могут привести к массовой панике. Дженсен поручает оповестить всех врачей и все больницы о том, чтобы они немедленно докладывали о любых случаях тошноты и расстройства желудка по неизвестным причинам.
Поздним вечером Винс встречается с Крауном на складе за обувным магазином, который, как становится ясно из разговора, Краун использует в качестве прикрытия для торговли героином. Винс показывает ему цилиндр, утверждая, что в нём героин и что они на двоих смогут заработать огромные деньги. По словам Винса, он украл этот героин во время секретных испытаний наркотика в тюрьме. Опасаясь преследования со стороны полиции, Краун обещает в течение 24 часов переправить Винса в Майами, а затем на Кубу, а сам займётся реализацией наркотика, но Винс не доверяет ему. В момент их переговоров неожиданно появляется Хэллон, требующий, чтобы его включили в дело.
Тем временем специальные автомобили управления контроля за загрязнением воздуха продолжают методично прочёсывать один городской квартал за другим, но безрезультатно. На ночном совещании Дженсен объявляет, что если в течение 24 часов Райкер не будет найден, он доложит о ситуации мэру города.
На следующее утро один из людей Уоллеса во время объезда одного из жилых кварталов, вдруг фиксирует резкий скачок на счётчике Гейгера. Приблизившись к источнику излучения, он открывает дверь автомобиля, из которой выпадает тело мертвого мужчины, вскоре идентифицированного полицией как Пит Хэллон. Однако он умер не от радиации, а был убит. Винс, которому становится всё хуже, слышит в программе новостей, что обнаружено тело Хэллона в брошенной машине, на которой предположительно бежал Винс. Ему звонит Краун, спрашивая, зачем он убил Хэллона, и требует немедленно уехать из города.
Во время продолжающихся поисков патруль засекает сигнал от такси, в котором ехал Винс. Полиция проводит анализ заказов такси, устанавливает водителя, который вёз Винса и отправляет его в больницу.
В обувном магазине Крауна продавщица отправляется на склад за парой туфель, слыша через стену, как больной Винс в соседней комнате пытается вскрыть контейнер. Вскоре приезжает Краун с новой одеждой для Винса и билетом на самолёт в Майами. Заподозрив, что Краун решил его обмануть, Винс отказывается уезжать и расставаться с контейнером, между ними возникает драка, и Винс убивает Крауна, что слышит продавщица. Осматривая одежду убитого Хэллона, детективы обращают внимание на дорогую пару ботинок, увязывая их с магазином Крауна. Сразу же отправившись в обувной магазин, они обнаруживают рыдающую продавщицу у тела мёртвого Крауна, фиксируют высокий уровень заражения помещения и немедленно отправляют девушку в больницу. Уоллес определяет, что контейнер был в этом помещении, но его увезли.
Мэр по телефону сообщает Дженсену, что в 13:00 выступит с публичным обращением по радио и телевидению, во время которого потребует от Райкера вернуть контейнер. Лейтенант Ричардс в отчаянии решает ещё раз допросить Джун как единственную оставшуюся в живых свидетельницу. Появившись в управлении, Джун истекает потом и кашляет. Уоллес видит, что у неё радиационное отравление и просит немедленно отправить её в больницу. Объяснив Джун её тяжелое состояние, Ричардс говорит, что Райкер ошибочно принял контейнер с радиоактивным кобальтом-60 за контейнер с героином. И сейчас она тяжело больна, а он умирает. Услышав, что тюрьма будет лучше смерти, Джун даёт адрес мотеля, в котором остановился Винс.
Тем временем Винс в мотеле пытается вскрыть контейнер, но ему это не удаётся. Услышав звук сирены, Винс хватает контейнер и убегает в соседнее кафе. Полиция оцепляет весь район вокруг мотеля и выводит людей. Услышав в кафе заявление мэра, сообщающего, что в контейнере нет героина, Винс обзывает его лжецом, разбивает радио и выбегает на улицу, где его окружают сотрудники полиции. Упав от изнеможения, Винс умирает, зажав контейнер в руках.

## В ролях
- Винс Эдвардс — Винс Райкер
- Лайл Тэлбот — шеф Дженсен
- Джон Арчер — лейтенант Марк Ричардс
- Стивен Ритч — доктор Джон Уоллес
- Патриция Блэйр — Джун Марлоу
- Келли Тордсен — сержант Хэнк Джонсон
- Джозеф Мелл — Эдди Краун
- Шервуд Прайс — Пит Хэллон
- Кэти Браун — Джинн

## Создатели фильма и исполнители главных ролей
Первой работой режиссёра Ирвинга Лернера в жанре нуар была независимая картина «Край ярости» (1958), за которой последовал «низкобюджетный криминальный триллер студии „Коламбиа“ „Убийство по контракту“ (1958) с Винсом Эдвардсом в главной роли». В дальнейшем Лернер больше не работал в криминальном жанре, и его самым заметным фильмом стала историческая приключенческая драма «Королевская охота за солнцем» (1969).
Актёр Винс Эдвардс «обладал красивой внешностью романтического героя, но во второй половине 1950-х годов вопреки своему типажу часто получал роли опасных, угрожающих типов. До этого фильма он уже сыграл сбежавшего заключённого в фильме „Ночью правит террор“ (1955) и предстал в образе вероломного члена банды в „Убийстве“ (1956) Стенли Кубрика. В дальнейшем Эдвардс стал широко известен благодаря заглавной роли в многолетнем медицинском телесериале „Бен Кейси“, который шёл на канале АВС в 1961—1965 годах. Режиссёром 13 серий этого телесериала был Лернер».
У Лайла Тэлбота была «длительная кино- и телекарьера в качестве актёра второго плана на студии „Уорнер бразерс“, где он сыграл в таких фильмах, как музыкальная комедия „42-я улица“ (1933) и криминальная мелодрама „Леди, о которых говорят“ (1933). В конце концов он стал одним из основных актёров у Эда Вуда, сыграв в его фильмах „Глен или Гленда“ (1953) и знаменитом „Плане 9 из открытого космоса“ (1959). В промежутке Тэлбот появился в десятках вестернов категории В и сериалов. Тэлбот играл персонажей по обе стороны закона в сериалах студии „Коламбиа“ о супергероях: комиссара Гордона — в сериале 1949 года „Бэтмене и Робине“ (1949) и Лекса Лютора — в „Атомном Человеке против Супермена“» (1950).
Это был второй саундтрек Голдсмита после вестерна Джорджа Монтгомери «Чёрная маска» (1957). В дальнейшем Голдсмит написал музыку более чем к 220 фильмам, он 18 раз номинировался на Оскар, в том числе за музыку к фильмам «Китайский квартал» (1974), «Стар трек: Фильм» (1979), «Основной инстинкт» (1992) и «Секреты Лос-Анджелеса» (1997), и один раз завоевал Оскар за музыку к фильму «Омен» (1976).

## Оценка фильма современной критикой
Критики дали в целом высокую оценку картине, отметив быстрый темп повествования и напряжённость действия, высококачественную операторскую работу и великолепный приджазованный саундтрек. Картина вышла в свет на взлёте жанра нуар и включает многие элементы характерные черты жанра полицейский процедурал, получившего широкое распространение на рубеже 1950-60-х годов.
Журнал «TimeOut» назвал фильм «стремительной картиной категории В от режиссёра, который выполнил свою работу вполне прилично на самых скромных ресурсах, позднее получив за это высокую оценку от Мартина Скорцезе». По мнению журнала, «завязка картины более увлекательна, чем дальнейшее развитие», но всё-таки «фильм силён своей болезненной атмосферой (обращает на себя внимание чёрно-белая операторская работа Люсьена Балларда) и отличной музыкой Джерри Голдсмита с налётом джаза». Оценив фильм как «низкобюджетный стандартный триллер» и «хорошее зрелище», Деннис Шварц также пишет, что картину «отличает лаконичный сценарий Стивена Ритча и Роберта Диллона в духе энергичного полицейского процедурала. Также обращает на себя внимание шикарный джазовый саундтрек Джерри Голдсмита, который только начинал свой путь в киномузыке». Элинор Манникка характеризует фильм как «довольно динамичный, с небольшими периодами затишья, стандартный триллер режиссёра Ирвинга Лернера, который стал одним из самых успешных его фильмов». Оценивая жанр картины, Джон М. Миллер отмечает: «Этот низкобюджетный криминальный триллер порой классифицируется как фильм нуар, хотя он, наверное, сделан слишком традиционно и вышел немного поздно для эпохи нуара, … а частые врезки из полицейского управления придают истории облик полицейского процедурала». Наконец, Майкл Филлипс написал, что «как и сияющее атомное „нечто“ в „Целуй меня насмерть“ четырьмя годами ранее, термос с бедой в жаркой лос-анджелесской истории режиссёра Ирвинга Лернера может принести серьёзный ущерб. Качество воздуха в послевоенном Лос-Анджелесе было ненамного лучше, конечно, но острое маленькое чудо режиссёра Лернера заставляет счётчики Гейгера щёлкать как безумные, даже в относительно ясные дни, которые мы видим в картине».